# 250354 Lewicdeparis
250354 Lewicdeparis este o planetă minoră (asteroid) din centura de asteroizi. A fost descoperită pe 25 septembrie 2003 la Saint-Sulpice de Bernard Christophe⁠(d). 
Obiectul prezintă o orbită caracterizată de o semiaxă mare de 2,3345303127715 UAi, o excentricitate de 0,2, o înclinație de 1,2 ° în raport cu ecliptica.